# Банганапалле (княжество)
Княжество Банганапалле (бенг. বঙ্গানপল্লী রাজ্য) — туземное княжество Индии в период британского владычества. Государство было основано в 1665 году и имело свою столицу в Банганапалле. Его правителями были мусульмане-шииты, и последний из них подписал соглашение о вступлении в Индийский союз 23 февраля 1948 года.

## История
Укрепленная деревня Банганапалле впервые упоминается в 1601 году, когда султан Биджапура Исмаил Адил-шах, как сообщается, сместил предыдущего правителя, Раджу Нанду Чакраварти, и завладел крепостью. Несколько десятилетий спустя Банганапалле был частью большой провинции, которую султан Биджапура передал под контроль своего доверенного генерала Сидди Самбала. Сидди, человеку африканского происхождения, приписывают значительное улучшение укреплений Банганапалле.
В 1665 году Султан Биджапура Али Адил-шах II пожаловал Банганапалле с прилегающим районом в качестве джагира (вотчины) Мухаммад-Бегу Хану-и-Розбахани в награду за оказанные услуги. Розбахани умер, не оставив наследников мужского пола, а имение перешло под контроль его приемного сына и тезки Мухаммада-Бека Хана Наджм-и-Сани, названного Фаиз Али Хан Бахадур. Фаиз Али и его брат Фазл Али были офицерами при султане Биджапура и вступили в контакт с Розбахани в этом качестве. Согласно некоторым источникам, Фаиз Али был сыном дочери Розбахани. В любом случае, наследование не было строго законным, но времена были очень нестабильными, и контроль был важнее юридических тонкостей. В 1686 году султанат Биджапур был уничтожен после поражения от Великих Моголов под командованием императора Аурангзеба. По счастливой случайности наместник Аурангзеба в Декане, Мубариз-хан (? — 1724) был дядей Фаиза Али-хана по материнской линии. Благодаря вмешательству Мубариз-хана феод Банганапалле был закреплен за Фаиз-Али-Ханом.
Банганапалле управляли потомки Фаиза Али-хана первоначально как феодом Империи Великих Моголов, а после того, как низам Хайдарабада объявил о своей независимости от Великих Моголов в 1724 году, как феод Хайдарабада. Фаиз Али-Хан также умер, не оставив наследника мужского пола, и Банганапалле унаследовал его внук Хусейн Али-Хан (1769—1783). К концу правления Хусейна Али-Хана, Хайдер Али из Майсура расширяя свою власть в регионе, Хусейн Али-Хан перешел на сторону Хайдера Али. Хусейн Али-Хан умер в 1783 году, и ему наследовал его младший сын Гулам Мухаммед Али (1783—1784, 1790—1822), а регентом стал его дядя по отцовской линии. В течение года преемник Хайдера Типу Султан изгнал их из Банганапалле. Они нашли убежище в Хайдарабаде, вернувшись, чтобы вернуть себе Банганапалле в 1789 году. Вскоре после этого соседний джагир Ченчелимала был приобретен навабом из Банганапалле через брак.
Банганапалле стал княжеским государством Британской Индии в начале 19 века. Британский губернатор Мадрасского президентства дважды брал на себя управление государством из-за финансовых злоупотреблений, первый раз с 1832 по 1848 год и второй раз в течение нескольких месяцев в 1905 году.
В 1901 году княжество Банганапалле имело население 32 264 человек и площадь 660 км2 (255 м².).
В 1948 году правитель Банганапалле присоединился к новой независимой Индии, и Банганапалле был включен в округ Карнул тогдашнего президентства Мадраса. В 1953 году северные районы штата Мадрас, включая округ Карнул, стали новым штатом Андхра, который в 1956 году стал штатом Андхра-Прадеш.

## Правители княжества
В 1665—1876 годах правители княжества Банганапалле носили титул «Киладар».

### Киладары
- 1665—1686: Мухаммед-бек-хан (? — 1686)
- 1686—1758: Фаиз Али Хан Бахадур (Мухаммад Бег Хан Наджм-и-Сани) (? — 1759), второй сын наваба Али Кули-Хана Бахадура, визиря императора Великих Моголов Аурангзеба, родственник и приёмный сын предыдущего
- 1758 — 7 апреля 1769: Фазл Али Кан II (11 декабря 1749 — 7 апреля 1769), единственный сын Фазла Али II Хана Бахадура, внук предыдущего
- 7 апреля 1769 — 26 августа 1783: Сайид Хусейн Али Хан (? — 26 августа 1783), старший сын Сайида Мухаммада Хана Накди и Амат уль-Батуль-ханум, дочери Фазла Али Хана II Бахадура, племянник предыдущего
  - 1784—1790: Мухаммад Юсуф, майсурский правитель княжества
- 1783—1784, 1790—1822: Мансур уд-Даула (? — 4 июня 1825), старший сын Сайида Хусейна Али Хана. В 1822 году отрекся от престола в пользу своего старшего сына.
- 1822—1832, 1848: Мир Хусейн Али II Хан Бахадур (? — 1848), старший сын предыдущего
- 1848 — 7 октября 1868: Сайид Гулам Мухаммад Али Хан II Бахадур (? — 7 октября 1868), младший сын Сайида Фатх Али-хана, от его первой жены, Фатх Хусаини Бегум Сахибы, зять предыдущего.
- 7 октября 1868 — 24 января 1876: Фатх Али Хан (28 июня 1849 — 21 апреля 1905), старший сын Мира Асада Али Хана Бахадура, субадара Куддаппы, от его жены Султани Бегум Сахибы, дочери Саида Тахира Али Хана, племянник и зять предыдущего. В 1876 году ему был пожалован наследственный титул наваба.

### Навабы
- 24 января 1876 — 21 апреля 1905: Фатх Али Хан (28 июня 1849 — 21 апреля 1905), старший сын Мира Асада Али Хана Бахадура, субадара Куддаппы, от его жены Султани Бегум Сахибы, дочери Саида Тахира Али Хана, племянник и зять Сайида Гулама Мухаммада Али Хана II Бахадура
- 21 апреля 1905 — 22 января 1922: Гулам Али Хан III (17 ноября 1874 — 22 января 1922), старший сын предыдущего
- 22 января 1922 — 15 августа 1947: Фазл Али Хан III (9 ноября 1901 — 1 июля 1948), старший сын предыдущего. В 1939—1947 годах он был вынужден проживать за пределами своего княжества.

## Титулярные навабы
- 15 августа 1947 — 1 июля 1948: Фазл Али Хан III (9 ноября 1901 — 1 июля 1948), старший сын Гулама Али Хана III
- 1 июля 1948 — октябрь 1983: Гулам Али Хан IV Бахадур (12 октября 1925 — октябрь 1983), единственный сын предыдущего
- октябрь 1983 — настоящее время: Фазл-и-Али Хан IV Бахадур (род. 24 января 1959), единственный сын предыдущего.